# Ілана Клосс
Ілана Клосс (англ. Ilana Sheryl Kloss, нар. 22 березня 1956) — колишня південноафриканська професійна тенісистка, дворазова чемпіонка турнірів Великого шолома. 
У 1976 році вона  перемогла у Відкритому чемпіонаті США в парному розряді та  Відкритому чемпіонаті Франції в міксті.
В Кубку Федерації рахунок перемог-поразок становить 12–5.

## Особисте життя
18 жовтня 2018 року Клосс одружилася на американській тенісистці Біллі Джин Кінг. Церемонію провів колишній мер Нью-Йорка Девід Дінкінс. Станом на 2021 рік Кінг і Клосс були разом понад 40 років.

## Фінали турнірів Великого шолома

### Парний розряд: 1 (1 титул)
| Результат | Рік  | Турнір                           | Покриття | Партнер      | Опоненти                      | Рахунок  |
| --------- | ---- | -------------------------------- | -------- | ------------ | ----------------------------- | -------- |
| Перемога  | 1976 | Відкритий чемпіонат США з тенісу | Ґрунт    | Лінкі Бошофф | Ольга Морозова Вірджинія Вейд | 6–1, 6–4 |

### Мікст: 1 (1 титул)
| Результат | Рік  | Турнір                               | Покриття | Партнер    | Опоненти                      | Рахунок       |
| --------- | ---- | ------------------------------------ | -------- | ---------- | ----------------------------- | ------------- |
| Перемога  | 1976 | Відкритий чемпіонат Франції з тенісу | Ґрунт    | Кім Ворвік | Лінкі Бошофф Колін Даудесвелл | 5–7, 7–6, 6–2 |